# Joe Holmes

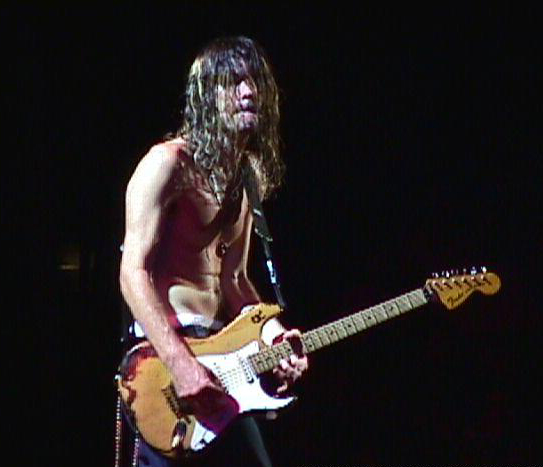
Joe Holmes während eines Auftritts beim Ozzfest mit Ozzy Osbourne im Juni 1998

Joe Holmes (* 11. Juni 1963 in New Jersey) ist ein US-amerikanischer Rock- bzw. Heavy-Metal-Gitarrist, bekannt für seine Arbeit mit Ozzy Osbourne, dessen Band er zwischen 1995 und 2001 angehörte. Darüber hinaus arbeitete er mit Van-Halen-Frontmann David Lee Roth und der Heavy-Metal-Band Lizzy Borden zusammen. Er rief eigene Bandprojekte, wie Terriff und zuletzt Farmikos ins Leben.

## Leben
Holmes wurde in New Jersey geboren und wuchs in Los Angeles auf. 1979 nahm er einige Male bei Randy Rhoads Gitarrenunterricht, der zu dieser Zeit bei Ozzy Osbourne einstieg. Holmes gründete im Jahre 1983 Terriff, verließ 1987 die Band jedoch, um bei Lizzy Borden einzusteigen. Sein Gitarrenspiel kann auf dem Album Visual Lies gehört werden. 1988 verließ Holmes Lizzy Borden und arbeitete bis 1990 wieder mit Terriff.

### David Lee Roth
Holmes stieg 1991 bei David Lee Roth ein, um den an ALS erkrankten Jason Becker auf der A Little Ain’t Enough-Tour zu ersetzen.  Nach der Tournee probte Holmes erneut mit Terriff und probierte mehrere Sänger aus. So war Badlands-Sänger Ray Gillen kurze Zeit Frontmann.  Schließlich wurde Jeff Biebuyck der neue Sänger und die Band änderte ihren Namen erst in Dogma und schließlich in Alien Ink.

### Ozzy Osbourne
1995 suchte Ozzy Osbourne nach Fertigstellung des Ozzmosis-Album einen Ersatz für Zakk Wylde, um auf Tour gehen zu können. Holmes probte mit seiner eigenen Band, als er einen Anruf von Deen Castronovo, dem damaligen Schlagzeuger in Ozzy Osbournes Band, erhielt und erfuhr, dass Osbourne einen Gitarristen suchte. Castronovo und Sharon Osbourne besuchten Holmes bei einer Probe und luden ihn zu einer Audition im Audible Studios in Los Angeles ein, die Holmes bestand. Holmes erwähnte nicht, dass er in der Vergangenheit Unterricht bei Randy Rhoads genommen hatte, da er dachte, dass dies seine Chance, die Audition zu bestehen, schmälern würde. Dennoch bemerkte Osbourne die Ähnlichkeiten zwischen den beiden Gitarristen: "Es ist wirklich gruselig, denn wenn Joe Randys Zeug spielt, spielt er es wie Randy – es ist so, als würde ich Randys Finger sehen können."
Holmes spielte auf der Ozzmosis-Tour und war von 1996 bis 2001 Osbournes Gitarrist. Er verließ die Band als das Songwriting und die Aufnahmen für den Nachfolger von Ozzmosis Down to Earth begannen. Holmes' Gitarrenspiel ist somit auf keinem Ozzy Osbourne-Studioalbum zu hören, allerdings schrieb er an den Songs Can You Hear Them?, Junkie, und That I Never Had mit, die auf Down to Earth veröffentlicht wurden. Veröffentlichte Stücke, auf denen Holmes zu hören ist, sind Walk on Water, das ursprünglich auf dem Beavis und Butt-Head machen’s in Amerika-Soundtrack erschien und später auch auf der Kompilation Prince of Darkness veröffentlicht wurde, und eine Liveversion von "Perry Mason" auf dem Album Ozzfest Live von 1997.
Nachdem Holmes Osbournes Band verlassen hatte, wurde es für einige Jahre still um ihn und er nahm eine Auszeit vom Musikgeschäft. Holmes gibt familiäre Gründe für seinen Rückzug an.

### Farmikos
Im Dezember 2012 wurde Holmes' neues Bandprojekt Farmikos angekündigt, an dem sich der ehemalige Laidlaw-Sänger Robert Locke beteiligt.
Der Name der Band hat keine bestimmte Bedeutung und entstand aus dem Wort "Pharmikos", dem ursprünglichen Titel des Songs Scapegoat. Die Schreibweise wurde aus ästhetischen Gründen zu Farmikos geändert.
Bald darauf wurden einige Singles veröffentlicht, die musikalische Gastauftritte vom Metallica-Bassisten Robert Trujillo, den Holmes aus seiner Zeit bei Ozzy Osbourne kennt und dem Bad-Religion-Schlagzeuger Brooks Wackerman enthielten.  Farmikos nahm weiter neue Musik mit Produzenten Rich Mouser auf. Im Juli 2013 veröffentlichte man einen kurzen Videoclip zu dem Song Exit Stencils auf YouTube. Das Video zeigt Holmes bei der Aufnahme des Gitarrensolos im Studio. Ähnliche Videoclips wurden auch für andere Songs hochgeladen. Statt einer angekündigten EP, veröffentlichte man im Januar 2015 ein Debütalbum, das die vorher erschienenen Singles enthält.
Die Band plant live aufzutreten, neue Musik aufzunehmen und zu veröffentlichen.

## Equipment, Sound und Stil
Holmes spielt verschiedene modifizierte Fender Stratocaster aus den frühen 1970er Jahren. Diese Gitarren sind mit alten Floyd Rose-Tremolosystemen und Humbucker in den Stegpositionen ausgestattet. Außerdem sind die Hälse der Gitarren mit einem compound radius und 22 Jumbo-Bünden versehen, wie man sie eher bei Instrumenten der Marke Gibson findet. Eine oft gespielte Strat trägt den Spitznamen The Fork, da Ozzy Osbourne bei dieser Gitarre den Lack mit einer Gabel abgekratzt hat. Dadurch sieht die Gitarre sehr individuell und abgewetzt aus. Darüber hinaus besitzt Holmes alte Charvel-Gitarren und setzt alte Marshall-Verstärker aus den späten 1960er und 70er Jahren ein, die er von Jose Arredondo modifizieren ließ.
Er bezeichnet Michael Schenker und Randy Rhoads als seine wichtigsten Einflüsse. Das Livealbum Strangers in the Night von UFO mit Michael Schenker an der Gitarre hatte großen Einfluss auf ihn.
Holmes' persönlicher Spielstil zeichnet sich durch eine sehr gute Wechselschlag-Technik aus.

## Diskografie (Auswahl)

### Lizzy Borden
- Visual Lies (1987)

### Ozzy Osbourne
- Ozzfest Live (1997)
- Prince of Darkness (2005)

### Farmikos
- Farmikos (2015)